# Mikel Jauregizar
Mikel Jauregizar, né le 13 novembre 2003 à Bermeo en Espagne, est un footballeur espagnol qui évolue au poste de milieu central à l'Athletic Club.

## Biographie

### En club
Né à Bermeo en Espagne, Mikel Jauregizar commence le football avec le club local du Bermeo FT (en). Il rejoint ensuite l'Athletic Bilbao en 2021 pour y terminer sa formation.
En octobre 2023, Jauregizar est intégré à l'équipe première de l'Athletic et s'entraîne pour la première fois avec le groupe professionnel qui compte plusieurs absents.
Il joue son premier match de Liga, la première division espagnole le 16 décembre 2023 face au Atlético de Madrid. Il entre en jeu à la place d'Iñaki Williams et son équipe s'impose par deux buts à zéro ce jour-là,.
Le 29 septembre 2024, Jauregizar inscrit son premier but pour l'Athletic, lors d'une rencontre de championnat face au Séville FC. Titularisé, il ouvre le score sur un service d'Unai Gómez mais son équipe se fait finalement rejoindre dans le temps additionnel (1-1 score final),.